# ホージャ・ムハンマド・ヤフヤー
ホージャ・ムハンマド・ヤフヤー（Khoja Muhammad Yahya、生年不明 - 1694年）は、今の中国西北部新疆ウイグル自治区南部カシュガルの白山党ホージャ。

## 概要
ホージャ・アファークの長男。1694年初めにアファークが死亡すると、その跡を継いでカシュガルの支配者になった。アファークの後妻だったハヌム（ムハンマド・アミーンの妹）は自分の子供のマフディー（ヤフヤーの異母弟）をアファークの跡継ぎにしようとして、ヤフヤーとの間でヤルカンドをめぐる抗争が起こった。10月、ヤフヤーはハヌムの手の者によって暗殺され、ヤフヤーの一族も子供のアフマドを除いて皆殺しにされた。